# Brachypelma schroederi
Brachypelma schroederi là một loài nhện trong họ Theraphosidae. Deze bodembewonenLoài này phân bố ở wouden in Trung Mỹ, voornamelijk Mexico. De spin is erg territoriaal ingesteld en zal snel met brandharen strooien bij het indringen van hun territorium.
De spin groeit niet zo snel en wordt niet erg oud voor een Brachypelma-soort. De spanwijdte van de spin kan bij een volwassen exemplaar tot 15 cm bedragen. De spin dient een luchtvochtigheid van 60 tot 70% te hebben en een gemiddelde temperatuur van 28 tot 30 °C.